# Набор символов MSX
Набор символов MSX — группа однобайтовых и двухбайтовых наборов символов, разработанных Microsoft для компьютеров MSX. Основаны на кодовой странице CP437.

## Описание
Существуют различия в наборах символов в зависимости от целевого рынка машины, например: арабский, бразильский, немецкий DIN, международный, японский, корейский, русский. Немецкий DIN и международный наборы символов идентичны, за исключением стиля символа ноль (0︀). В международном наборе символов ноль имеет косую черту, а в наборе символов DIN — точку.
Терминал MSX совместим с экранными кодами VT52.